# Bulbophyllum maboroense
Bulbophyllum maboroense är en orkidéart som beskrevs av Rudolf Schlechter. Bulbophyllum maboroense ingår i släktet Bulbophyllum och familjen orkidéer. Inga underarter finns listade i Catalogue of Life.